# Nauset
Nauset, pleme američkih Indijanaca porodice Algonquian nastanjeno na Cape Codu u Massachusettsu.  Speck (1928) među njima razlikuje lokalne skupine Iyanough, Wiananno ili Hyannis (oko Barnstablea); Manomoy ili Monomoy (oko Chathama) i Nauset vlastiti (od Easthama do Truroa) koje su imale 23 sela. 
Nauseti u kontakt s Europljanima imaju veoma rano, a Samuel de Champlain ima susret s njima još 1606. Subsistencija im je ovisila, smatra se, ponajviše od ribolova, ali su također uzgajali kukuruz i grah. Nauseti bili polusjedilački narod koje su na sezonske pokrete između utvrđenih naselja bili prisiljavani sezonskim promjenama hranidbenih resursa. 
-Premda isprva neprijateljski raspoložebni prema kolonistima iz Plymoutha, kasnije postaju njihovi prijatelji, pa izgladnjele koloniste 1622. opskrbljuju hranom. Većina ih je ostala lojalna kolonistima tijekom Rata Kralja Philipa. Mnogi Nauseti su tada (1640.) pokršteni i 1710. organizirani po crkvama, no te godine mnogi pomriješe od neke groznice. Preostalo ih je tek 4 1802., a priključiše im se priapdnici drugih plemena koja su protjerana sa svojih plemenskih zemljišta. Njihovih potomaka oačuvalo se nešto do danas. Brojno stanje 2000. iznosi oko 1,000. 

## Sela
- Aquetnet, na Skauton Neck, Sandwich, okrug Barnstable.
- Ashimut (Ashimuit), okrug Barnstable.
- Coatuit, blizu Osterville, okrug Barnstable.
- Codtaumut (Cataumut), u Mashpee Township.
- Cummaquid, Cummaquid Harbor.
- Manamoyik, Chatham.
- Mashpee, na obali Mashpee Township.
- Mattakees (Mattakeset), u Barnstable i Yarmouth Townships.
- Meeshawn, u Provincetown ili Truro Township.
- Nauset, near Eastham.
- Nemskaket, na ili blizu Nemskaket Creek.
- Nobsqussit (Nobscusset), blizu Dennis.
- Pamet, blizu Truro.
- Pawpoesit, blizu Barnstable.
- Pispogutt (Pispoqutt), zapad okruga Barnstable, kod Buzzards Baya.
- Poponesset, blizu Poponesset Bay.
- Potanumaquut, na Pleasant Bay blizu Harwicha.
- Punonaknit, na Billingsgate blizu Wellfleet.
- Satuit, na Cotuit River blizu Mashpee.
- Sawkatuket (Satucket), u Brewsteru ili Harwichu.
- Skauton, blizu Sandwich, možda na Buzzards Bay.
- Sokones (Succonesset), blizu Falmouth.
- Wakoquet (Waquoit), blizu Waquoit ili Weequakit, u Barnstable Township.
- Wessquobs (Weesquobs), kod Pocasseta.

## Vanjske poveznice
- Nauset Indian Tribe History
- Nauset History